# PRI Pensionsgaranti
PRI Pensionsgaranti  är ett ömsesidigt försäkringsbolag som kreditförsäkrar och administrerar tjänstepensioner i egen regi.

PRI Pensionsgaranti  grundades som en del av uppgörelsen om ITP  mellan arbetsgivarorganisationen SAF och tjänstemannaorganisationerna SIF och SALF. Bolaget ägs av de företag som har tecknat försäkring och har per 2022-12-31 1069 delägare, 339 miljarder i försäkringsansvar och 34 miljarder i konsolideringskapital. Huvudkontoret med moderbolaget PRI Pensionsgaranti och dotterbolaget PRI Pensions- och stiftelsetjänst AB ligger på Regeringsgatan i centrala Stockholm. PRI Pensions- och stiftelsetjänst AB har även kontor i Göteborg. 

## Pension i egen regi och kravet på kreditförsäkring
Med pension i egen regi menas att ett företag sätter av medel för framtida pensionsutbetalningar till anställda. Istället för att köpa en pensionsförsäkring av ett försäkringsbolag behåller företaget pensionskapitalet tills pensionen betalas ut. Pensionskapitalet kan därigenom användas som en del av företagets finansiering. Enligt ITP-planen får inte de anställdas pensioner riskera att gå förlorade genom att företaget i framtiden inte kan täcka sina åtaganden att betala ut pension. Dessa företag måste därför teckna en kreditförsäkring. Merparten av de pensioner som kreditförsäkras och administreras av PRI Pensionsgaranti avser ITP. 

## Historik
1960  ITP-avtalet träffades mellan SAF, SIF och SALF (idag Svenskt Näringsliv, Unionen och Ledarna). Försäkringsbolaget Pensionsgaranti, ömsesidigt (FPG) fick koncession.
 
1961  1 246 företag beviljades kreditförsäkring.
 
1984  Tillgångarna i Pensionsgaranti uppgick till 1 000 Mkr. Salénkonkursen inträffade, något som då var Sveriges största företagskonkurs. Saléns pensionsåtaganden till de anställda täcktes av kreditförsäkringen.

1990  ITP-planen öppnades för konkurrens.

1993  Flera statliga bolag som bolagiserats kom att omfattades av ITP-planen och valde egen regi.

1997  PRI Pensionstjänst AB anställde egen personal, tidigare var personalen anställd i SPP.

2006  Svenskt Näringsliv och PTK träffade avtal om en ny ITP-plan (ITP 1).

2010  Samgående mellan PRI Pensionstjänst AB och Pensionsgaranti, namnbyte till Försäkringsbolaget PRI Pensionsgaranti, ömsesidigt.

2011  PRI Pensionsgaranti förvärvade det som blev PRI Stiftelsetjänst AB.

2013  PRI Pensionsgaranti förvärvade Bankpension Sverige AB
2017  Dotterbolaget PRI Bankpension Sverige AB bytte namn till PRI Pensionstjänst AB samtidigt som  all den konkurrensutsatta verksamheten i moderbolaget flyttades dit. 

2022  Dotterbolaget PRI Stiftelsetjänst AB säljs och PRI Pensionstjänst AB byter namn till PRI Pensions- och stiftelsetjänst AB

## Fotnoter
1. ↑  ”Svenskt Näringsliv - Ordlista”. Arkiverad från originalet den 5 oktober 2013. https://web.archive.org/web/20131005010342/http://www.svensktnaringsliv.se/multimedia/archive/00024/A-__Ordlista_F_rs_kr_24222a.pdf. Läst 23 januari 2013.
2. ↑  Collectum - Finansieringsform Arkiverad 4 oktober 2013 hämtat från the Wayback Machine.
3. ↑  ”Medlemmar i Svensk Försäkring”. Arkiverad från originalet den 12 augusti 2013. https://web.archive.org/web/20130812165515/http://www.svenskforsakring.se/Support/Om-oss/Medlemmar/. Läst 23 januari 2013.
4. ↑  Försäkringar på arbetsmarknaden[död länk]